# Siły Powietrzne
Siły Powietrzne (in italiano: Aeronautica Militare) è una delle quattro componenti delle forze armate polacche (Siły Zbrojne Rzeczypospolitej Polskiej). È spesso abbreviata in PolAF, dall'inglese Polish Air Force.

## Storia
La storia della Polskie Lotnictwo Wojskowe inizia con la fine della prima guerra mondiale. Nel 1918 vennero formati diversi squadroni creati in altri paesi. In Russia vi era uno squadrone a disposizione del corpo d'armata del generale Joseph Dowbor-Muśnicki, sciolto nel maggio 1918. In Francia vi erano cinque squadroni di aerei a disposizione dell'armata del generale Józef Haller. Nel corso del 1919 gli aerei di questi reparti furono trasferiti, assieme alle relative attrezzature logistiche, in Polonia.

### Il periodo 1918-1922
Nel pomeriggio del 30 ottobre 1918 i soldati austroungarici appartenenti alla Ersatz Fliegerkompanie 10 basata sull'aeroporto di Cracovia-Rakowice si ribellarono ai rappresentanti dell'autorità polacca, e cercarono di decollare con i propri apparecchi alla volta dell'Austria. Solo il pronto intervento delle guardie polacche impedì la fuga dei velivoli. A Rakowice furono catturati intatti 40 velivoli (Hansa-Brandenburg B.I e C.I, Oeffag C.I e C.II, Lohner B.VII, Lloyd C.II e C.V), ed una parte di essi andò a costituire il 7 novembre la 1ª e 3ª Squadriglia da combattimento.
L'aeronautica militare (Siły Powietrzne) iniziò a formarsi in Polonia ufficialmente l'11 novembre 1918, appena firmato l'armistizio tra i tedeschi e gli alleati, sotto l'impulso del tenente Stefan Stec. Inizialmente i reparti impiegarono velivoli catturati o lasciati dagli eserciti tedeschi o austro-ungarici in ritirata. La prima riorganizzazione della Lotnictwo Wojskowe avvenne il 20 dicembre dello stesso anno.
La maggior parte degli aerei acquisiti furono catturati durante la battaglia di Shoal, combattuta nel corso dell'insurrezione della Grande Polonia, il 6 gennaio 1919. Si trattava di alcune centinaia di velivoli smontati e conservati in un hangar per dirigibili a Poznań, e di palloni da osservazione. Le attrezzature sequestrate avevano un valore di 200 milioni di marchi tedeschi, e furono il più grande bottino mai catturato nella storia dell'esercito polacco. Con gli aerei catturati, il 9 gennaio 1919, lo squadrone Poznań bombardò con bombe da 12 kg l'aeroporto civile di Francoforte sull'Oder. Tra il 1919 e il 1920 i velivoli parteciparono, operando dall'aeroporto di Leopoli, alla guerra combattuta con gli ucraini e poi a quella contro i sovietici. Nel corso del 1919 incominciarono gli acquisti di aerei all'estero.
Nel 1920 la Polskie Lotnictwo Wojskowe disponeva di velivoli di origine inglese, francese, tedesca, austriaca e italiana, tutti partecipanti alla prima guerra mondiale. I principali modelli a disposizione erano:
- caccia: Bristol F.2 Fighter (105 esemplari), SPAD S.XIII (40 esemplari), SPAD S.VII (15 esemplari) Fokker D.VII (30 esemplari), Oeffag D.III (38 esemplari)[4], Ansaldo A.1 Balilla (35 esemplari), SPAD S.VII, Albatros D.III, Sopwith Dolphin (10 esemplari), Sopwith Camel (1 esemplare) Fokker D.VIII (2 esemplari)[5].
- bombardieri e ricognitori; Breguet 14A2 (70 esemplari), Ansaldo S.V.A.9 (80 esemplari), Salmson 2A2, Airco DH.9, Albatros C.X (15 esemplari), Albatros C.XII (4 esemplari), DFW C.V (60 esemplari)[5], LVG C.V (7 esemplari) e LVG C.VI (1 esemplare)[5], Friedrichshafen G.III (3 esemplari)[4].

### Il periodo 1923-1932
Nel 1925 venne creata la Scuola Ufficiali d'Aviazione (Oficerską Szkołę Lotnictwa) a Grudziądz, che nel 1927 venne trasferita a Dęblin.
Dopo la fine della guerra con l'Unione Sovietica molti degli apparecchi allora in servizio davano segni di obsolescenza e fu deciso il loro ritiro dal servizio. Per la sostituzione ci si rivolse all'industria francese. Negli anni 1924-1926, sotto la direzione del generale francese François-Léon Lévêque, vennero acquistati caccia Blériot-SPAD S.61 C1 (280 unità), bombardieri leggeri Potez XV (245 unità), Breguet 19 (250 unità) e Potez 25 (316 velivoli), quest'ultimo fu anche prodotto su licenza in Polonia assieme ai bombardieri pesanti Farman F.68BN4 Goliath e, successivamente, Fokker F.VIIB/3m. Più tardi, su licenza cecoslovacca, la PWS produsse 50 caccia Avia BH-33 sotto la designazione locale PWS-A. In quegli anni l'aviazione di marina utilizzò, almeno fino alla metà degli anni trenta, idrovolanti di origine francese Schreck FBA-17H, Lioré et Olivier LeO H-13, Lioré et Olivier LeO H-135B3 e Latham 43. Verso i primi anni trenta dell'aeronautica militare iniziò a dotarsi dei primi aerei interamente progettati e costruiti in Polonia. Il primo progetto realizzato per sostituire il caccia PWS-A, fu il PWS-10 prodotto in 80 esemplari dal 1932.

### Il periodo 1933-1938
Nel 1933 entrarono in servizio i primi modelli progettati e costruiti in Polonia. Si trattava dei caccia PZL P.7a, prodotti in circa 150 esemplari, progettato dall'ingegner Zygmunt Puławski della Państwowe Zakłady Lotnicze di Varsavia. Ad essi seguirono 50 PZL P.11a e 150 caccia PZL P.11c (questi ultimi realizzati tra il 1935-1936). Purtroppo questi aerei erano moderni nel 1935, ma quattro anni, allo scoppio della seconda guerra mondiale, erano già obsoleti. Un moderno sviluppo del caccia PZL P.11, designato PZL P.24, venne destinato esclusivamente all'esportazione. Solo i cacciabombardieri PZL.23 Karaś (166 esemplari) e i bombardieri PZL.37 Łoś (36 velivoli prodotti) risultarono all'altezza della contemporanee realizzazione estere. Fallimentare si rivelò, invece, il bombardiere LWS-6 Żubr così come il progetto relativo al caccia leggero PZL.39. Poco prima dello scoppio della guerra l'industria polacca aveva realizzato alcuni interessanti prototipi, come i caccia PZL.50 Jastrząb, PZL.38 Wilk, il cacciabombardiere PZL.46 Sum e il ricognitore LWS-3 Mewa. Allo stadio di progetto rimasero i caccia PZL.48 Lampart, PZL.55, e il bombardiere PZL.49 Miś, non realizzati per il precipitare degli eventi.
Fino alla fine dell'anno 1938 l'aviazione era organizzata su 6 reggimenti:
- 1 Pułk Lotniczy basato a Varsavia (1921–1939)
- 2 Pułk Lotniczy basato a Cracovia (1921–1939)
- 3 Pułk Lotniczy basato a Poznań (1921–1939)
- 4 Pułk Lotniczy basato a Toruń (1921–1939)
- 5 Pułk Lotniczy basato a Lida (1921–1939)
- 6 Pułk Lotniczy basato a Skniłów (1921–1939)

### 1939
Nel marzo 1939 il generale Józef Zając sostituì il generale Ludomil Rayski come comandante della Polskie Lotnictwo Wojskowe. Il governo polacco era consapevole della crescente minaccia rappresentata dal massiccio riarmo tedesco. Le autorità militari, per tutelarsi contro i lunghi ritardi del programma relativo al nuovo caccia PZL.50 Jastrząb, ordinarono lo sviluppo di una nuova versione del caccia PZL P.11, designata P.11g Kobuz, dotata del motore radiale Bristol Mercury VIII da 835 CV. Il prototipo volò nel mese di agosto del 1939, poco prima dello scoppio della seconda guerra mondiale, ma la velocità massima registrata fu di 390 km/h. Nonostante tutto la Lotnictwo Wojskowe ordinò 90 aerei da prodursi, in tre serie di trenta, sia negli stabilimenti della P.Z.L. che in quelli della P.W.S. Le consegne dei nuovi caccia erano previste per i primi mesi del 1940. Inoltre la Lotnictwo Wojskowe ordinò finalmente i caccia PZL P.24, nelle versioni ad essa destinate P.24H e P.24P. L'indisponibilità a schierare a breve termine aerei moderni indusse il governo polacco a rivelgersi all'estero per acquistare gli aerei con cui riequipaggiare i propri reparti. Nel 1939, dopo aver ricevuto i necessari fondi, la Polonia ordinò con la massima urgenza 120 caccia Morane Saulnier MS.406 in Francia, 14 caccia Hawker Hurricane Mk. I, 1 Supermarine Spitfire Mk. I e 100 bombardieri leggeri Fairey Battle Mk. I in Gran Bretagna, 16 idrovolanti da ricognizione CANT Z.506 Alcione in Italia. All'approssimarsi dell'attacco tedesco, il 24 agosto 1939 i reggimenti dell'aviazione furono sciolti e gli Squadroni (Eskadry) suddivisi tra Brigata caccia, Brigata Bombardieri e a supporto della varie Armate dell'esercito. Il 29 agosto 1939 il governo polacco proclamò la mobilitazione generale, ed alla data del 1º settembre risultavano in servizio con la Polskie Lotnictwo Wojskowe 745 velivoli militari, di cui 400 da combattimento. Altri 345 erano in riserva e 111 in consegna dall'estero.
Dall'Alto Comando dell'Aviazione (Naczelne Dowództwo Lotnictwa), diretto dal brigadiere generale Józef Zając comandante in capo dell'aviazione e della difesa aerea, dipendevano direttamente la Brigata Caccia (Brygada Pościgowa), la Brigata Bombardieri (Brygada Bombowa), l'Eskadra Obserwacyjna (Squadrone da ricognizione), l'Eskadra sztabowa (Squadrone di collegamento) e le Squadriglie di collegamento n°1 e n° 2.
Brygada Pościgowa (Brigata Caccia), schierata a difesa di Varsavia, ed al comando del colonnello Stefan Pawlikowski (vicecomandante il tenente colonnello Leopold Pamula). In totale la Brigata disponeva di 54 caccia PZL P.11c, PZL P.7a e 3 aerei da collegamento RWD-8, ed era formata dai seguenti reparti:
- III/1 Dywizjon Mysliwski (III/1 Stormo caccia, comandante Capt. Zdzisław Krasnodębski)[5]

111 Eskadra Mysliwska (111 Squadrone caccia, comandante Capt. Gustaw Sidorowicz)
112 Eskadra Mysliwska (112 Squadrone caccia, comandante Capt. Tadeusz Opulski)
- IV/1 Dywizjon Mysliwski (IV/1 Stormo caccia, comandante Capt. Adam Kowalczyk)

113 Eskadra Mysliwska (113 Squadrone caccia, comandante Lt. Wienczyslaw Baranski)
114 Eskadra Mysliwska (114 Squadrone caccia, comandante Capt. Juliusz Frey)
123 Eskadra Mysliwska (123 Squadrone caccia, Comandante Capt. Mieczyslaw Olszewski).
- Kompania Łączności (Compagnia comunicazioni)
- Kompania Karabinów Maszynowych Przeciwlotniczych (Compagnia antiaerea)
- Pluton Sanitarny (Plotone sanitario)

Brygada Bombowa (Brigata bombardieri) costituita il 31 agosto 1939 sotto il comando diretto del Capo di Stato Maggiore dell'Aeronautica (Sztabu Głównego WP). Il comando della brigata fu organizzato sulla base del Comando Raggruppamento Bombardieri del 1º Reggimento aereo. Il Quartier Generale della brigata, comandata dal colonnello obs. Władysław Eugeniusz Heller si trovava a Varsavia, con un distaccamento per l'addestramento del personale a Dęblin. L'unità disponeva di 36 bombardieri medi PZL.37 Łoś, 50 bombardieri leggeri PZL.23 Karaś, 9 velivoli da trasporto Fokker F.VII, 9 aerei da collegamento RWD-8, ed era formata dai seguenti reparti:
- X Dywizjon Bombowy[6] (basata a Ulez, comandante tenente colonnello pil. Józef Werakso)

211 Eskadra Bombowa
212 Eskadra Bombowa
- XV dywizjon bombowy[6] (basata a Podlodów, comandante tenente colonnello pil. Stanisław Cwynar)

216 Eskadra Bombowa
217 Eskadra Bombowa
- II Dywizjon Bombowy[6] (basata a Wsola, comandante maggiore pil. Jan Biały)

21 Eskadra Bombowa Lekka
22 Eskadra Bombowa
- VI Dywizjon Bombowy Lekki[6] (basata a Nosów, comandante maggiore obs. Alfred Peszke)

64 Eskadra Bombowa
65 Eskadra Bombowa
- 55 Samodzielna Eskadra Bombow[6] a (basata a Marynin, comandante capitano obs. Józef Skibiński)
- Pluton Łącznikowy Nr 4
- Pluton Łącznikowy Nr 12
- Kolumna Samochodów Ciężarowych Nr 21
- Kolumna Samochodów Ciężarowych Nr 25
- Pluton Łączności Lotnictwa Bombowego Nr 21
- Pluton Reflektorów Szlakowych Nr 22
- Pluton Warsztatowy Nr 210
- Pluton Warsztatowy Nr 215
- Stacja Meteo Nr 12

16 Eskadra Obserwacyjna
Alle dirette dipendenze dell'Alto Comando dell'Aviazione (Naczelnego Dowódcy Lotnictwa), basata a Pęchery, era agli ordini del capitano osservatore Eugeniusz Lech. Disponeva di 7 aerei da osservazione Lublin R-XIIID e 2 RWD-8.
Eskadra sztabowa
Alle dirette dipendenze dell'Alto Comando dell'Aviazione (Naczelnego Dowódcy Lotnictwa). Agli ordini del capitano pil. Henryk Wirszyłło, esuddivisa tra le basi di Powsinie e Pole Mokotowskie, disponeva di 28 velivoli RWD-14, Lublin R.XIII, PWS-26, RWD-8 e RWD-13.
Gli altri reparti erano suddivisi tra le varie armate dell'Esercito:
Comando dell'Aviazione e della difesa aerea dell'Armata Modlin (comandante colonnello pil. Tadeusz Prauss)
- Comando III/5 dywizjonu myśliwskiego (Squadriglia comando Fighter Squadron, comandante Maj. Edward Wieckowski)

152 Eskadra Myśliwska 152 (comandante Capt. Wlodzimierz Lazoryk)
- 41 Eskadra Rozpoznawcza
- 53 Eskadra Obserwacyjna
- Pluton łącznikowy nr 11 (Squadriglia collegamento)
- 5 kompania balonów obserwacyjnych (compagnia palloni di osservazione)
- 7 kompania balonów obserwacyjnych.

Comando dell'Aviazione e della difesa aerea dell'Armata Pomorze (comandante colonnello pil. Bolesław Stachoń)
- III/4 dywizjon myśliwski (Gruppo Caccia a Pomorzoe, comandante Capt. Florian Laskowski)

141 Eskadra Mysliwska (comandante Capt. Tadeusz Rolski)
142 Eskadra Mysliwska (Comandante Capt. Miroslaw Lesniewski)
- 42 Eskadra Rozpoznawcza
- 43 Eskadra Obserwacyjna
- 46 Eskadra Obserwacyjna
- Pluton łącznikowy nr 7
- Pluton łącznikowy nr 8
- 1 kompania balonów obserwacyjnych

Comando dell'Aviazione e della difesa aerea dell'Armata Poznań (comandante colonnello pil. Stanisław Kuźmiński)
- III/3 dywizjon myśliwski (Gruppo Caccia a Poznań, Comandante Maj. Mieczyslaw Mumler)

131 Eskadra Mysliwska (Comandante Capt. Jerzy Zaremba)
132 Eskadra Mysliwska (Comandante Capt. Franciszek Jastrzebski)
- 34 Eskadra Rozpoznawcza
- 33 Eskadra Obserwacyjna
- 36 Eskadra Obserwacyjna
- Pluton łącznikowy nr 6
- 4 kompania balonów obserwacyjnych

Comando dell'Aviazione e della difesa aerea dell'Armata Łódź (comandante colonnello pil. Wacław Iwaszkiewicz)
- III/6 dywizjon myśliwski (Gruppo Caccia a Łódź, Comandante Capt. Stanislaw Morawski)

161 Eskadra Mysliwska (Comandante Capt. Wladyslaw Szczesniewski)
162 Eskadra Mysliwska (Comandante Lt. Bernard Groszewski)
- 32 Eskadra Rozpoznawcza
- 63 Eskadra Obserwacyjna
- 66 Eskadra Obserwacyjna
- Pluton łącznikowy nr 10
- 3 kompania balonów obserwacyjnych

Comando dell'Aviazione e della difesa aerea dell'Armata Kraków (comandante colonnello obs. Stefan Sznuk)
- III/2 dywizjon myśliwski (Gruppo Caccia, Comandante Capt. Mieczyslaw Medwecki)

121 Eskadra Mysliwska (Comandante Capt. Tadeusz Sedzielowski)
122 Eskadra Mysliwska (Comandante Capt. Mieczyslaw Wiorkiewicz)
- 24 Eskadra Rozpoznawcza
- 23 Eskadra Obserwacyjna
- 26 Eskadra Obserwacyjna
- Pluton łącznikowy nr 3

Comando dell'Aviazione e della difesa aerea dell'Armata Karpaty (comandante colonnello pil. Olgierd Tuskiewicz)
- 31 Eskadra Rozpoznawcza
- 56 Eskadra Obserwacyjna
- Pluton łącznikowy nr 5

Comando dell'Aviazione e della difesa aerea dell'Armata Prusy (comandante colonnello pil. Jerzy Garbiński)
- 2 kompania balonów obserwacyjnych

Comando dell'Aviazione e della difesa aerea del Gruppo Operativo Indipendente Narew (comandante tenente colonnello pil. Stanisław Nazarkiewicz)
- distaccamento III/5 Dywizjon Mysliwski

151 Eskadra Myśliwska (Comandante tenente Jozef Brzezinski)
- 51 Eskadra Rozpoznawcza
- 13 Eskadra Obserwacyjna
- Pluton łącznikowy nr 9

Con l'eccezione del bombardiere PZL.37 Łoś ogni altro velivolo da combattimento era inferiore, sotto ogni aspetto, ai contemporanei aerei della Luftwaffe, per non parlare dei modelli da ricognizione assegnati in supporto alle varie armate dell'esercito. La superiorità aerea tedesca era di otto a uno. Nonostante ciò i piloti polacchi, pur subendo gravi perdite, si batterono con coraggio e determinazione. Nel corso dei combattimenti del 1º settembre 1939 la Brigata Caccia abbatté nelle vicinanze di Varsavia ben 14 aerei tedeschi, mentre il giorno dopo i piloti della 142 Eskadry (4. Pułk Lotniczy) ne distrussero sette nella regione di Chełmży.
Nel periodo 1-17 settembre i piloti da caccia polacchi distrussero 126 aerei nemici, probabilmente danneggiandone gravemente ulteriori 10 o 14. Inoltre gli equipaggi dei cacciabombardieri e bombardieri polacchi ne abbatterono altri 11, mentre l'artiglieria contraerea un'altra dozzina. Secondo le fonti di archivio la Luftwaffe perse, durante la campagna polacca, circa 247 aerei, tra cui 91 in incidenti, mentre quasi altrettanti furono danneggiati.
La Polskie Wojskowe Lotnictwo perse circa il 70% dei velivoli in dotazione. Il 17 settembre, in obbedienza agli ordini ricevuti, 14 caccia PZL P.7, 40 PZL P.11, 27 bombardieri PZL.37 Łoś, 31 cacciabombardieri PZL.23 Karaś, 11 ricognitori RWD-14 "Czapla", 17 Lublin R-XIII e un Potez 25 attraversarono il confine rumeno atterrando su alcuni aeroporti locali. Almeno un caccia P.11 finì in Ungheria. Inoltre tra il 17 e il 20 settembre la maggior parte dei piloti polacchi attraversarono i confini rumeno ed ungherese, per raggiungere la Francia, secondo gli ordini emessi dallo Stato Maggiore.

### 1940
Dopo l'invasione della Polonia del 1939, terminata con la vittoria dei tedeschi, la maggior parte del personale di volo e dei tecnici della Polskie Lotnictwo Wojskowe vennero evacuati inizialmente in Romania e in Ungheria, da dove si trasferirono in Francia. Nulla da fare per gli aerei superstiti che furono confiscati dalla autorità rumene, e incorporati nella locale forza aerea. Il personale di volo, secondo il trattato di alleanza militare franco-polacco stipulato nel 1921 e rinnovato nel 1939, in caso di sconfitta nella guerra con la Germania doveva trasferirsi in Francia per ricostituire la Polskie Lotnictwo Wojskowe in vista della liberazione della madrepatria.
Il 14 febbraio 1940 in base ad un accordo stipulato tra il governo polacco in esilio e quello francese, venne costituita in Francia la Polskie Sily Powietrzne, che divenne arma indipendente il 22 febbraio.
Tuttavia il quartier generale francese era indeciso sull'uso del personale polacco, in quanto la creazione di grandi unità aeree polacche indipendenti poteva intralciare i piani di riequipaggiamento dell'Armée de l'Air. Infatti la maggioranza dei piloti polacchi furono assegnati a piccoli reparti, e venne costituita solo una grande unità, il Groupe de Chasse polonaise I/145, di stanza sul campo d'aviazione di Mions. Questo gruppo da caccia ricevette la propria dotazione di velivoli solamente il 18 maggio 1940, e si trattava dei caccia leggeri Caudron C.714, quasi completamente inutilizzabili. Dopo 23 missioni la cattiva opinione su questi aerei venne pienamente confermata dai piloti di prima linea. L'aereo era gravemente sottopotenziato e non poteva competere con i caccia nemici di quel periodo. A causa di ciò, il 25 maggio, solo una settimana dopo che l'aereo è stato introdotto in servizio attivo, il ministro della guerra francese Guy La Chambre ordinò che tutti i caccia Caudron C.714 fossero ritirati dal servizio operativo. Tuttavia, dato che le autorità francesi non avevano altri aerei da offrire, i piloti polacchi ignorarono l'ordine e continuarono ad usare gli aerei. Anche se i caccia Caudron erano obsoleti rispetto ai Messerschmitt Bf 109E tedeschi, i piloti polacchi riportarono tra l'8 e l'11 giugno 12 vittorie confermate e 3 probabili, perdendo in combattimento 9 velivoli più altri 9 distrutti a terra. Tra le vittorie reclamate vi erano quattro bombardieri Dornier Do 17, tre caccia Messerschmitt Bf 109 e cinque Messerschmitt Bf 110. Il resto delle piccole unità polacche usarono i caccia Morane-Saulnier MS.406.
Reparti della Polskie Lotnictwo Wojskowe costituiti in Francia nel 1940:
- I/145 Dywizjon Myśliwski Warszawski
- II/8 Dywizjon Myśliwski
- III Dywizjon Myśliwski
- IV Dywizjon Myśliwski
- I Dywizjon Bombowy
- I Dywizjon Współpracy
- II Dywizjon Współpracy
- Grupa Szkół Lotniczych
- Dywizjon Szkoln

Durante i convulsi giorni della battaglia di Francia, tra il 10 maggio e il giugno 1940, alcuni aviatori polacchi vennero assegnati alle scuole di volo di Bussac, Pau, Caen, Rennes e Blida (Algeria) dove costituirono improvvisate sezioni di difesa aerea, dotate di materiale di volo tra i più disparati: Dewoitine D.500, Blériot-SPAD S.510, Nieuport-Delage NiD.62, Potez 54, Bloch MB.200, Potez 25, Caudron Simoun.

### Il periodo 1990-2004
Dal 1º luglio 1990, e fino al mese di luglio del 2004 era in uso la dizione polacca Wojska Lotnicze i Obrony Powietrznej, in quanto tutte le forze aeree di stampo sovietico si articolavano generalmente su 2 comandi semiautonomi, uno per l'aviazione da combattimento e l'altro che si occupava della difesa missilistica.
Una volta sciolto il Patto di Varsavia tra i vari paesi comunisti e l'Unione Sovietica, la Polonia diventò, dal 1999, membro della NATO e dal 1º maggio 2004 è entrata a far parte dell'Unione europea.

### Il periodo 2004-oggi
Gli aeromobili della Wojska Lotnicze i Obrony Powietrznej (WLiOP) recano, come segni di riconoscimento, sulla fiancata della fusoliera oppure sulla deriva verticale, la tradizionale coccarda a scacchiera con i colori nazionali, bianco e rosso. Invece gli aeromobili destinati al servizio di stato portano la scritta "Republic of Poland".

## Struttura della PolAF
L'Aeronautica della Polonia ha il suo comando a Varsavia, dove ha sede il Dowództwo Sił Powietrznych (lo "Stato Maggiore" della forza aerea polacca). Da esso dipendono due Corpi che controllano quattro stormi (caccia, cacciabombardieri, trasporto e addestramento), i quali si articolano a loro volta su un numero variabile di gruppi. Questi ultimi hanno preso il posto dei precedenti reggimenti.
Inoltre oggi alle dipendenze della PolAF ci sono: la 1 Śląska Brygada Rakietowa, la 3 Warszawska Brygada, il 61 Skwierzynski Pulk Rakietowy, il 78 Pulk Rakietiowy, il 1 Osrodek Radioelektroniczny e la 3 Brygada Radiotechniczna, ovvero due brigate missilistiche terra-aria, due reggimenti con la stessa funzione e, infine, un centro e una brigata radar.

## Gli F-16 della PolAF

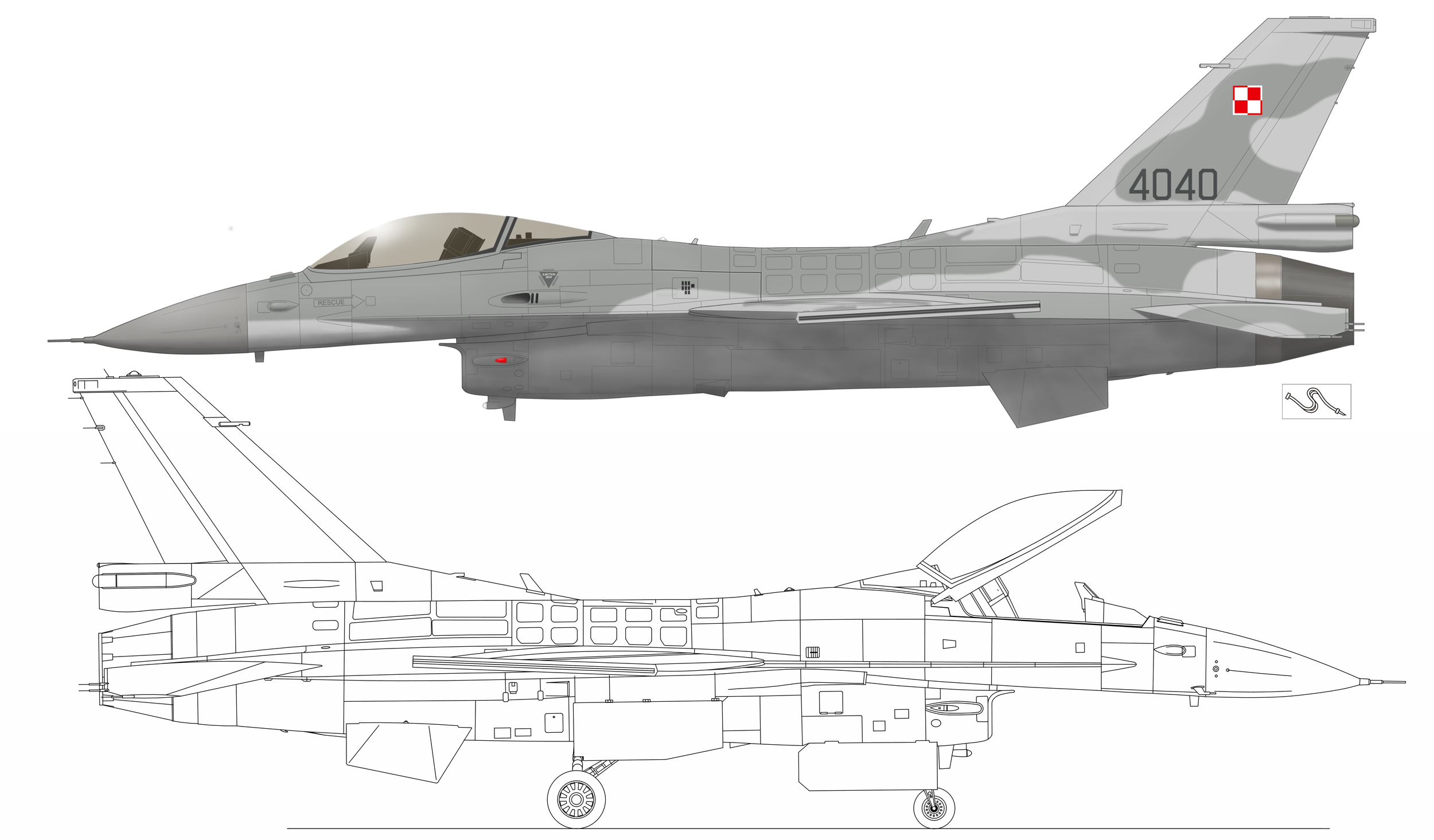
Profilo di un F-16C-52CF con le insegne polacche

Nel 1997 il governo polacco avviò una competizione tra aziende aeronautiche con lo scopo di individuare un aereo da caccia polivalente, con il quale sostituire i Mikoyan-Gurevich MiG-21 Fishbed e Sukhoi Su-22. Il requisito prevedeva l'acquisizione di 100 velivoli con i quali rimpiazzare gli oltre 350 di produzione sovietica che militavano tra le file della PolAF.
Gli aerei presi in esame furono: il Dassault Mirage 2000; il Lockheed Martin F-16 Fighting Falcon e il Saab JAS 39 Gripen. Verso la fine del 2002 la scelta cadde sul caccia statunitense F-16. Il contratto, sottoscritto nell'aprile del 2003, ammontava a 3,5 miliardi di dollari e prevedeva 48 esemplari suddivisi in 36 monoposto F-16C-52CF e 12 biposto F-16D-52CF.
L'intera linea di MiG-21 Fishbed venne radiata nel 2003, mentre le consegne dei nuovi aeroplani alla forza aerea polacca ebbero inizio nel novembre 2006 e terminarono nel dicembre 2008.

## Aeromobili in uso
Sezione aggiornata annualmente in base al World Air Force di Flightglobal del corrente anno. Tale dossier non contempla UAV, aerei da trasporto VIP ed eventuali incidenti accorsi durante l'anno della sua pubblicazione. Modifiche giornaliere o mensili che potrebbero portare a discordanze nel tipo di modelli in servizio e nel loro numero rispetto a WAF, vengono apportate in base a siti specializzati, periodici mensili e bimestrali. Tali modifiche vengono apportate onde rendere quanto più aggiornata la tabella.
| Aeromobile                           | Origine       | Tipo                                           | Versione (denominazione locale) | In servizio (2024) | Note | Immagine |
| Aerei da combattimento               |               |                                                |                                 |                    | |          |
| Lockheed Martin F-16 Jastrząb        | Stati Uniti   | caccia multiruoloconversione operativa         | F-16C bl 52+F-16D block 52+     | 3612               | 48 esemplari (36 F-16C block 52 + 12 F-16D block 52) ordinati nel 2003 con il programma "Peace Sky" e consegnati tra il novembre del 2006 e il dicembre del 2008. First UH-60M delivered to Bahrain Armati con 562 AIM-9X 384 AIM-120C-5 AMRAAM 816 AGM-65G Maverick 280 AGM-154C JSOW e Mk.82, Mk.84, GBU-31, GBU-38, GBU-22, GBU-24. Due ulteriori F-16A block 15 non sono idonei al volo e sono utilizzati per addestramento. Con un contratto da 3,8 miliardi di dollari firmato il 13 agosto 2025, tutti i 48 F-16C/D block 52+ saranno portati allo standard F-16V (block 70/72) tra il 2028 e il 2038. |          |
| Lockheed Martin F-35 Husarz          | Stati Uniti   | cacciabombardiere                              | F-35A                           | 2                  | 32 F-35A ordinati il 31 gennaio 2020, con consegne previste per il 2023-2024. Primi due esemplari consegnati sulla base aerea di Ebbing, negli Stati Uniti, il 23 dicembre 2024. Gli aerei saranno utilizzati per addestrare i primi piloti ed il personale a terra. |          |
| Mikoyan-Gurevich MiG-29 Fulcrum      | Russia        | aereo da cacciaconversione operativa           | MiG-29MMiG-29UBM                | 226                | 12 MiG-29 (9 MiG-29 Fulcrum A e 3 MiG-29UB) ricevuti tra il 1989 e il 1990. 10 MiG-29 (9 MiG-29A e 1 MiG-29UB) ex aeronautica ceca ricevuti tra il 1995 ed il 1996. Infine tra il 2004 e il 2005 la Luftwaffe consegnò 27 MiG 29 (23 MiG-29G e 4 MiG-29GT). Gran parte di questi aerei sono stati aggiornati alla versione MiG-29M e MiG-29UBM per adeguarli agli standard NATO. A settembre 2019 erano 28 gli esemplari in servizio. |          |
| Sukhoi Su-22 Fitter                  | Russia        | attacco al suoloconversione operativa          | Su-22M4Su-22UM3K                | 126                | 110 esemplari (90 Su-22M-4 monoposto e 20 Su-22UM-3K biposto) acquisiti tra il 1984 e il 1988. Di questi, diciotto esemplari sono stati aggiornati e verranno mantenuti in servizio fino al 2026. Questi 18 velivoli sono dotati di strumentazione parzialmente digitale, nuova radio VHF/UHF e, dopo un ricondizionamento strutturale, una nuova livrea mimetica in tre toni di grigio simile a quella degli F-16. |          |
| KAI FA-50 Golden Eagle               | Corea del Sud | aereo d'attacco leggero aereo da addestramento | FA-50PL Block 20                | 12                 | 48 FA-50PL ordinati il 16 settembre 2022 (selezionati ad agosto 2022), i primi 12 dei quali consegnati a fine 2023, mentre gli ulteriori 36 saranno consegnati successivamente. |          |
| Aerei per impieghi speciali          |               |                                                |                                 |                    | |          |
| Saab 340 AEW&C                       | Svezia        | AEW                                            | Saab 340AEW                     | 2                  | 2 Saab 340AEW ex Aeronautica Militare degli Emirati Arabi Uniti (riconsegnati alla Svezia nel 2020) che saranno consegnati di seconda mano nel 2023-2025, dopo essere stati riconsegnati alla Svezia nel 2020. Primo esemplare ricevuto il 4 marzo 2024. Secondo esemplare consegnato l'11 giugno 2024. |          |
| Aeromobili a pilotaggio remoto - UAV |               |                                                |                                 |                    | |          |
| Bayraktar TB2                        | Turchia       | UCAS                                           | TB2                             | 24                 | 4 sistemi comprendenti 24 UAV TB2 ordinati dal ministero della Difesa polacco il 22 maggio 2021. I primi 6 TB2 e tre stazioni di controllo mobili consegnati il 28 ottobre 2022. I successivi tre lotti da sei droni ciascuno sono stati consegnati rispettivamente nell’aprile 2023, nell'ottobre 2023 e il 16 maggio 2024. |          |
| General Atomics MQ-9 Reaper          | Stati Uniti   | UAV                                            | MQ-9AMQ-9B                      | 10                 | Ad ottobre 2022, il Ministero della Difesa polacco ha rivelato che saranno presi in leasing alcuni MQ-9A Reaper. Il primo MQ-9A è stato consegnato il 12 febbraio 2023. 3 MQ-9B SkyGuardian ordinati a dicembre 2024. |          |
| Boeing Insitu RQ-21 Blackjack        | Stati Uniti   | UAV                                            | RQ-21                           | 20                 | 6 RQ-21 ricevuti tra il 2018 e il 2019. |          |
| Aerei da trasporto                   |               |                                                |                                 |                    | |          |
| PZL M28 Bryza                        | Polonia       | aereo da trasporto tattico                     | M28BM28PT                       | 20                 | 20 tra M28B e M28P in organico all'aprile 2023. |          |
| CASA C-295                           | Spagna        | aereo da trasporto tattico                     | C-295M                          | 16                 | 8 C-295 (più 4 in opzione) ordinati nel 2001. Successivamente, fu esercitata l'opzione per i 4 aerei che furono ordinati (in coppie di due aerei) a Dicembre 2006 ed ottobre 2007. Un esemplare di perso a gennaio 2008. Ulteriori 5 aerei furono ordinati nel 2012 con consegne completate nel 2013, portando a 16 il numero degli esemplari in servizio. |          |
| Lockheed C-130 Hercules              | Stati Uniti   | aereo da trasporto                             | C-130EC-130H                    | 32                 | 5 C-130E ex USAF ordinati nel 2006 ricevuti a partire dal 2009. Ulteriori 5 C-130H ex USAF ordinati il 13 aprile 2021 per sostituire i C-130E risalenti agli anni settanta. Il primo di questi cinque C-130H è stato consegnato il 15 luglio 2022, il secondo il 17 ottobre dello stesso anno andando a sostituire altrettanti C-130E. |          |
| Gulfstream Aerospace G550            | Stati Uniti   | aereo da trasporto VIP                         | G550                            | 2                  | 2 G550 in allestimento VIP destinati al trasporto presidenziale ordinati ed nel novembre del 2016 e consegnati nell'estate del 2017. |          |
| Boeing BBJ                           | Stati Uniti   | aereo da trasporto VIP                         | BBJ2B737-86X                    | 3                  | 3 esemplari (due BBJ2 nuovi nella versione Very VIP ed un B737-800 di seconda mano in configurazione passeggeri standard) ordinati il 31 marzo 2017. Il primo esemplare è stato consegnato a novembre 2017, mentre gli altri due alla fine del 2021. |          |
| Aerei da addestramento               |               |                                                |                                 |                    | |          |
| Alenia Aermacchi M-346 Bielik        | Italia        | aereo da addestramento avanzato                | M-346A                          | 15                 | 8 esemplari ordinati ed entrati in servizio tra il 2016 e il 2017, più ulteriori 4 esemplari ordinati a marzo 2018, che hanno portato a 12 il totale degli aerei ordinati. Ulteriori 4 esemplari sono stati ordinati a febbraio 2021, portando così a 16 il numero degli esemplari ordinati. Il sedicesimo ed ultimo esemplare è stato consegnato il 16 dicembre 2022. Un esemplare è stato perso in un incidente il 12 luglio 2024. |          |
| PZL-130 Orlik                        | Polonia       | aereo da addestramento basico                  | PZL-130TC-II                    | 27                 | 37 tra PZL-130TC-I e PZL-130TC-II consegnati, 16 PZL-130 TC-I modernizzati allo standard TC- II dal 2011 al 2013, più 12 PZL-130 TC-I portati allo stesso standard tra il 2017 e il 2022. |          |
| PZL M28 Bryza                        | Polonia       | aereo da addestramento plurimotori             | M28TD                           | 3                  | 3 M28TD utilizzati per l'addestramento plurimotore. |          |
| Diamond DA42                         | Austria       | aereo da addestramento                         | DA42                            | 3                  | |          |
| Elicotteri                           |               |                                                |                                 |                    | |          |
| Mil Mi-8 Hip                         | Russia        | elicottero utilityelicottero da trasporto VIP  | Mi-17 Mi-8PMi-8RLMi-8T          | 10                 | 10 elicotteri tra Mi-8 e Mi-17 in servizio all'aprile 2023, due dei quali in configurazione VIP. In dismissione e prevista sostituzione con 10 nuovi elicotteri per il ruolo SAR. |          |
| PZL Mi-2 Hoplite                     | Polonia       | elicottero da addestramento                    | Mi-2RL                          | 14                 | 14 in servizio all'aprile 2023, ma in dismissione. |          |
| PZL W-3 Sokół                        | Polonia       | SAR MedEvacelicottero da trasporto VIP         | W-3T W-3RL W-3R W-3P W-3SW-3VIP | 106                | 16 W-3 in servizio all'aprile 2023. |          |
| PZL SW-4 Puszczyk                    | Polonia       | elicottero da addestramento                    | SW-4                            | 22                 | 22 SW-4 acquisiti tra il 2006 e il 2010. |          |
| Guimbal Cabri G2                     | Francia       | elicottero da addestramento                    | G2                              | 6                  | 3 in ordine |          |

## Aeromobili ritirati

### Aerei da combattimento
| Aeromobile                                | Origine                         | Tipo                                                         | Versioni                                                                            | In servizio                                                                               | Tot. in servizio           | Note | Immagine |
| Periodo interbellico                      |                                 |                                                              |                                                                                     |                                                                                           |                            | |          |
| Bristol F.2 Fighter                       | Regno Unito                     | Aereo da caccia                                              |                                                                                     | 1918–1922                                                                                 | 105                        | |          |
| SPAD S.XIII                               | Francia                         | Aereo da caccia                                              |                                                                                     | 1918–1922                                                                                 | 40                         | |          |
| SPAD S.VII                                | Francia                         | Aereo da caccia                                              |                                                                                     | 1918–1922                                                                                 | 15                         | |          |
| Fokker D.VII                              | Germania                        | Aereo da caccia                                              |                                                                                     | 1918–1922                                                                                 | 30                         | |          |
| Albatros D.III                            | Germania                        | Aereo da caccia                                              |                                                                                     | 1918–1922                                                                                 | 38                         | |          |
| Ansaldo A.1                               | Italia Polonia                  | Aereo da caccia                                              |                                                                                     | 1918–1922                                                                                 | 35                         | |          |
| SPAD S.VII Albatros D.III Sopwith Dolphin | Francia Germania Regno Unito    | Aereo da caccia                                              |                                                                                     | 1918–1922                                                                                 | 10                         | |          |
| Sopwith Camel                             | Regno Unito                     | Aereo da caccia                                              |                                                                                     | 1918–1922                                                                                 | 1                          | |          |
| Fokker D.VIII                             | Germania                        | Aereo da caccia                                              |                                                                                     | 1918–1922                                                                                 | 2                          | |          |
| Blériot-SPAD S.61                         | Francia Polonia                 | Aereo da caccia                                              | Blériot-SPAD S.61 C1                                                                | 1924-1926                                                                                 | 280                        | |          |
| PWS-A                                     | Polonia                         | Aereo da caccia                                              |                                                                                     | 1924–?                                                                                    | 50                         | |          |
| PWS-10                                    | Polonia                         | Aereo da caccia                                              |                                                                                     | 1932–?                                                                                    | 80                         | |          |
| PZL P.7                                   | Polonia                         | Aereo da caccia                                              | PZL P.7A                                                                            | 1933–1939                                                                                 | 150                        | |          |
| PZL P.11                                  | Polonia                         | Aereo da caccia                                              | PZL P.11A PZL P.11C                                                                 | 1933–1938                                                                                 | 50 150                     | |          |
| PZL.23 Karaś                              | Polonia                         | Cacciabombardiere                                            |                                                                                     | 1933–1939                                                                                 | 166                        | |          |
| PZL.39                                    | Polonia                         | Aereo da caccia                                              |                                                                                     | mai                                                                                       | nessuno                    | |          |
| PZL.38 Wilk                               | Polonia                         | Aereo da caccia                                              |                                                                                     | aprile 1938                                                                               | 1                          | |          |
| PZL.46 Sum                                | Polonia                         | Cacciabombardiere                                            |                                                                                     | ?                                                                                         | 2                          | |          |
| PZL.48 Lampart                            | Polonia                         | Cacciabombardiere                                            |                                                                                     | mai                                                                                       | nessuno                    | |          |
| PZL.50 Jastrząb                           | Polonia                         | Aereo da caccia                                              |                                                                                     | febbraio 1939                                                                             | 2                          | |          |
| PZL.55                                    | Polonia                         | Aereo da caccia                                              |                                                                                     | mai                                                                                       | nessuno                    | |          |
| Periodo seconda guerra mondiale           |                                 |                                                              |                                                                                     |                                                                                           |                            | |          |
| PZL P.7                                   | Polonia                         | Aereo da caccia                                              | PZL P.7A                                                                            | 1933–1939                                                                                 | 150                        | |          |
| PZL P.11                                  | Polonia                         | Aereo da caccia                                              | PZL P.11A PZL P.11C                                                                 | 1939                                                                                      | 50 150                     | |          |
| PZL.23 Karaś                              | Polonia                         | Cacciabombardiere                                            |                                                                                     | 1933–1939                                                                                 | 166                        | |          |
| Morane-Saulnier MS.406                    | Francia                         | Aereo da caccia                                              |                                                                                     | 1939-1940                                                                                 | 120                        | |          |
| Dewoitine D.500                           | Francia                         | Aereo da caccia                                              |                                                                                     | 1940                                                                                      | ?                          | |          |
| Blériot-SPAD S.510                        | Francia                         | Aereo da caccia                                              |                                                                                     | 1940                                                                                      | ?                          | |          |
| Caudron CR.714                            | Francia                         | Aereo da caccia                                              |                                                                                     | 1940                                                                                      | ?                          | |          |
| Morane-Saulnier MS.406                    | Francia                         | Aereo da caccia                                              |                                                                                     | 1940                                                                                      | ?                          | |          |
| Koolhoven F.K.58                          | Paesi Bassi                     | Aereo da caccia                                              |                                                                                     | 1940                                                                                      | ?                          | |          |
| Curtiss P-36 Hawk                         | Stati Uniti                     | Aereo da caccia                                              |                                                                                     | 1940                                                                                      | ?                          | |          |
| Bristol Beaufighter                       | Regno Unito                     | Aereo da caccia                                              |                                                                                     | 1941-1945                                                                                 | ?                          | Utilizzato dallo squadrone n.307 |          |
| Boulton Paul P.82 Defiant                 | Regno Unito                     | Aereo da caccia                                              |                                                                                     | 1940-1941                                                                                 | ?                          | Utilizzato dallo squadrone n.307. Sostituto con il Beaufighter                                                                            |          |
| Hawker Hurricane                          | Regno Unito                     | Aereo da caccia                                              | Mk. IIC Mk. IV                                                                      | 1940-1942                                                                                 | ?                          | |          |
| Supermarine Spitfire                      | Regno Unito                     | Aereo da caccia                                              |                                                                                     | 1941-1946                                                                                 | ?                          | Utilizzato negli squadroni: n.302, 303 (im. Tadeusza Kościuszko), 306, 308, 309, 315, 316, 317 e 318                                      |          |
| De Havilland Mosquito                     | Regno Unito                     | Aereo da caccia Bombardiere                                  |                                                                                     | 1940-1941                                                                                 | ?                          | Utilizzato dallo squadrone n.305 |          |
| North American P-51 Mustang               | Stati Uniti                     | Aereo da caccia                                              | Mk. I Mk. III Mk. IV Mk. IVA                                                        | 1943-1946                                                                                 | 120                        | Utilizzato negli squadroni: n.302, 303 (im. Tadeusza Kościuszko) e 316                                                                    |          |
| Periodo Guerra Fredda                     |                                 |                                                              |                                                                                     |                                                                                           |                            | |          |
| Bell P-39 Airacobra                       | Stati Uniti                     | Aereo da caccia                                              |                                                                                     | 1945                                                                                      | 1                          | |          |
| Yakovlev Yak-1                            | Unione Sovietica                | Aereo da caccia                                              | Yak-1B                                                                              | 1943–1946                                                                                 | 70                         | |          |
| Yakovlev Yak-3                            | Unione Sovietica                | Aereo da caccia                                              |                                                                                     | 1944–1945                                                                                 | 25                         | |          |
| Yakovlev Yak-9                            | Unione Sovietica                | Aereo da caccia                                              | Yak-9 Yak-9M Yak-9T Yak-9W Yak-9U Yak-9P                                            | 1944 1944–1951 1945–1953 1945–1947 1947–1953                                              | 1 72 24 58 19 123          | |          |
| Ilyushin Il-2                             | Unione Sovietica                | Aereo d'attacco al suolo                                     | Il-2M M3 UIl-2                                                                      | 1944–1949                                                                                 | 200+                       | |          |
| Ilyushin Il-10                            | Unione Sovietica Cecoslovacchia | Aereo d'attacco al suolo                                     | Il-10 UIl-10 B-33                                                                   | 1949–1959 1954–1961                                                                       | 96 24 281                  | |          |
| Yakovlev Yak-17                           | Unione Sovietica                | Aereo da caccia                                              | Yak-17 Yak-17UTI                                                                    | 1950–1955                                                                                 | 3 11                       | |          |
| Yakovlev Yak-23                           | Unione Sovietica                | Aereo da caccia                                              | Yak-23                                                                              | 1950–1956                                                                                 | 103                        | |          |
| Mikoyan-Gurevich MiG-15                   | Unione Sovietica Cecoslovacchia | Aereo da caccia Aereo da addestramento                       | Mig-15 MiG-15bis S-102 MiG-15UTI CS-102                                             | 1951–? 1953–? 1951–? 1955–?                                                               | 60 36 60 19 96             | |          |
| PZL-Mielec Lim-1/2                        | Polonia                         | Aereo da caccia                                              | Lim-1 Lim-2                                                                         | 1952-? 1954-?                                                                             | 227 496                    | |          |
| Mikoyan-Gurevich MiG-17                   | Unione Sovietica                | Caccia intercettore                                          | MiG-17PF                                                                            | 1955–1965                                                                                 | 12                         | |          |
| PZL-Mielec Lim-5/6                        | Polonia                         | Aereo da caccia Caccia intercettore Aereo d'attacco al suolo | Lim-5 Lim-5P Lim-5M Lim-6bis                                                        | 1956–1996 1959–1984 1960–1966 1965–1992                                                   | 382 82 60 42               | |          |
| Mikoyan-Gurevich MiG-19                   | Unione Sovietica                | Aereo da caccia Caccia intercettore                          | MiG-19P MiG-19PM                                                                    | 1957–1974                                                                                 | 24 11                      | |          |
| Mikoyan-Gurevich MiG-21                   | Unione Sovietica                | Aereo da caccia                                              | MiG-21F-13 MiG-21PF MiG-21PFM MiG-21R MiG-21M MiG-21MF MiG-21MF-75 MiG-21bis Totale | 1963–1971 1964–1989 1966–1995 1968–2002 1969–2002 1972–2003 1975–1999 1980–2003 1963–2003 | 25 84 132 36 100 20 72 505 | |          |
| Mikoyan-Gurevich MiG-21                   | Unione Sovietica                | Aereo da addestramento                                       | MiG-21U MiG-21US MiG-21UM                                                           | 1965-1990 1969-1992 1971-2003                                                             | 11 12 54                   | |          |
| Mikoyan-Gurevich MiG-23                   | Unione Sovietica                | Aereo da caccia Aereo da addestramento                       | MiG-23MF MiG-23UB                                                                   | 1979–1999                                                                                 | 36 6                       | |          |
| Sukhoi Su-7                               | Unione Sovietica                | Aereo d'attacco al suolo                                     | Su-7BM Su-7BKŁ Su-7U                                                                | 1964–1990 1966-1990 1969-1990                                                             | 6 31 8                     | |          |
| Sukhoi Su-20                              | Unione Sovietica                | Aereo da caccia Aereo da ricognizione                        | Su-20 Su-20R                                                                        | 1974–1997 1975–1997                                                                       | 18 8                       | |          |
| PZL-230 Skorpion                          | Polonia                         | Aereo da attacco al suolo Aereo da addestramento             | PZL 230F PZL 230DT                                                                  | 1992 mai                                                                                  | 1 0                        | Mai entrato in servizio poiché il progetto fu dichiarato fallito nel 1994. Oggi esposto al pubblico presso l'aeroporto di Varsavia Babice |          |
| PZL TS-11-bis DS Iskra                    | Polonia                         | aereo da addestramento                                       | PZL TS-11                                                                           | 1963 2022                                                                                 |                            | |          |

### Bombardieri
| Aeromobile                        | Origine                      | Tipo               | Versioni            | In servizio | Tot. in servizio | Note | Immagine |
| Periodo interbellico              |                              |                    |                     |             |                  |      |          |
| Breguet Bre 14                    | Francia                      | Bombardiere        | A2                  | 1918-1922   | 70               |      |          |
| Ansaldo S.V.A.9                   | Italia                       | Bombardiere        |                     | 1918-1922   | 80               |      |          |
| Salmson 2 Airco DH.9 Albatros C.X | Francia Regno Unito Germania | Bombardiere        |                     | 1918–1922   | 15               |      |          |
| Albatros C.XII                    | Germania                     | Bombardiere        |                     | 1918-1922   | 4                |      |          |
| DFW C.V                           | Germania                     | Bombardiere        |                     | 1918-1922   | 60               |      |          |
| LVG C.V                           | Germania                     | Bombardiere        |                     | 1918-1922   | 7                |      |          |
| LVG C.VI                          | Germania                     | Bombardiere        |                     | 1918-1922   | 1                |      |          |
| LVG C.VI                          | Germania                     | Bombardiere        |                     | 1918-1922   | 1                |      |          |
| Potez XV                          | Francia                      | Bombardiere        |                     | 1924-1926   | 245              |      |          |
| Breguet 19                        | Francia                      | Bombardiere        |                     | 1924-1926   | 250              |      |          |
| Potez 25                          | Francia Polonia              | Bombardiere        |                     | 1924-1939   | 316              |      |          |
| PZL.23 Karaś                      | Polonia                      | Cacciabombardiere  |                     | 1924-1939   | 166              |      |          |
| PZL.37 Łoś                        | Polonia                      | Bombardiere        |                     | 1924-1939   | 133              |      |          |
| PZL.46 Sum                        | Polonia                      | Cacciabombardiere  |                     | 1924-1939   | 2                |      |          |
| Periodo seconda guerra mondiale   |                              |                    |                     |             |                  |      |          |
| Potez 25                          | Francia Polonia              | Bombardiere        |                     | 1924-1939   | 316              |      |          |
| PZL.37 Łoś                        | Polonia                      | Bombardiere        |                     | 1924-1939   | 133              |      |          |
| Fairey Battle                     | Regno Unito                  | Bombardiere        |                     | 1940        | 100              |      |          |
| Bloch MB 200                      | Francia Cecoslovacchia       | Bombardiere        |                     | 1940        | ?                |      |          |
| Periodo Guerra Fredda             |                              |                    |                     |             |                  |      |          |
| Petlyakov Pe-2                    | Unione Sovietica             | Bombardiere        | Pe-2FT              | 1944–1954   | 101              |      |          |
| Lisunov Li-2                      | Unione Sovietica             | Bombardiere        | 4                   | 1944–1954   | ?                |      |          |
| Tupolev Tu-2                      | Unione Sovietica             | Bombardiere        | Tu-2S UTu-2         | 1945–1960   | 8                |      |          |
| Ilyushin Il-28                    | Unione Sovietica             | Bombardiere        | Il-28 Il-28U Il-28R | 1952–1986   | 72 16 15         |      |          |
| Tupolev Tu-154 Careless           | Unione Sovietica             | aereo da trasporto | Tu-154M             | 1989–2011   | 2                |      |          |
| Yakovlev Yak-40 Codling           | Unione Sovietica             | aereo da trasporto | Yak-40              | ?–2012      | 18               |      |          |